# Wattsburg
Wattsburg egy borough az Egyesült Államokban, a Pennsylvania állambeli Erie megyében . A 2020-as népszámláláskor a lakossága 352 fő volt. Az Erie nagyvárosi statisztikai körzet része.

## Történelme
Az 1833-ban létrehozott Wattsburg egykor virágzó postakocsi- központ volt.

## Elhelyezkedése
Wattsburg Erie megye keleti részén található. Nyugaton, északon és keleten Venango településsel határos, míg délen Amity településsel. A New York államhatár mindössze 4,0 km-re (2,5 mérföldre) keletre található
Az Egyesült Államok Népszámlálási Hivatala szerint a városrész teljes területe 0,8 négyzekilotméter (0,31 sq mi) , ebből 0,03 négyzekilotméter (0,01 sq mi), azaz 3,72% vízfelület. Wattsburg annál a pontnál fekszik, ahol a French Creek és annak nyugati ága találkozik. A város az Allegheny-folyó vízgyűjtő területén helyezkedik el.

## Demográfiai adatok
A 2000. évi népszámlálás  szerint a városban 378 fő élt, 148 háztartásban és 97 családban. A népsűrűség 448,2 fő/négyzetkilométer (1 160,8 fő/négyzetmérföld) volt. A lakóegységek száma 166 volt, átlagosan 196,8 lakás/négyzetkilométer (509,8 lakás/négyzetmérföld) sűrűséggel. A lakosság rasszok szerinti megoszlása a következő volt: 99,47% fehér, 0,26% más rasszból származó, és 0,26% két vagy több rassz keveréke. A lakosság 0,53%-a volt spanyol vagy latin-amerikai származású, bármely rasszhoz tartozva.
A 148 háztartás közül 30,4%-ban élt 18 év alatti gyermek, 45,9%-át házaspárok alkották, akik együtt éltek, 14,2%-ban női háztartásfő élt férj nélkül, és 33,8% nem családi háztartás volt. Az összes háztartás 26,4%-át egyedülálló személyek alkották, és 8,8%-ban olyan személy élt egyedül, aki 65 éves vagy annál idősebb volt. Az átlagos háztartásméret 2,55 fő, míg az átlagos családméret 3,13 fő volt.
A város lakosságának életkor szerinti megoszlása a következő volt: 24,6% 18 év alatti, 10,6% 18 és 24 év közötti, 29,6% 25 és 44 év közötti, 23,8% 45 és 64 év közötti, valamint 11,4% 65 éves vagy idősebb. A mediánéletkor 35 év volt. Minden 100 nőre 92,9 férfi jutott, a 18 éves és idősebb nők esetében pedig minden 100 nőre 96,6 férfi jutott.
A városban a háztartások mediánjövedelme 32 500 dollár, míg a családoké 37 813 dollár volt. A férfiak mediánjövedelme 29 250 dollár volt, szemben a nők 25 156 dolláros mediánjövedelmével. Az egy főre jutó jövedelem 14 830 dollár volt. A családok 17,6%-a, a teljes lakosság 17,9%-a élt a szegénységi küszöb alatt, beleértve a 18 év alattiak 16,2%-át és a 65 év felettiek 51,4%-át.

## Lásd még
- WERI (FM)